# Laurence Rupp

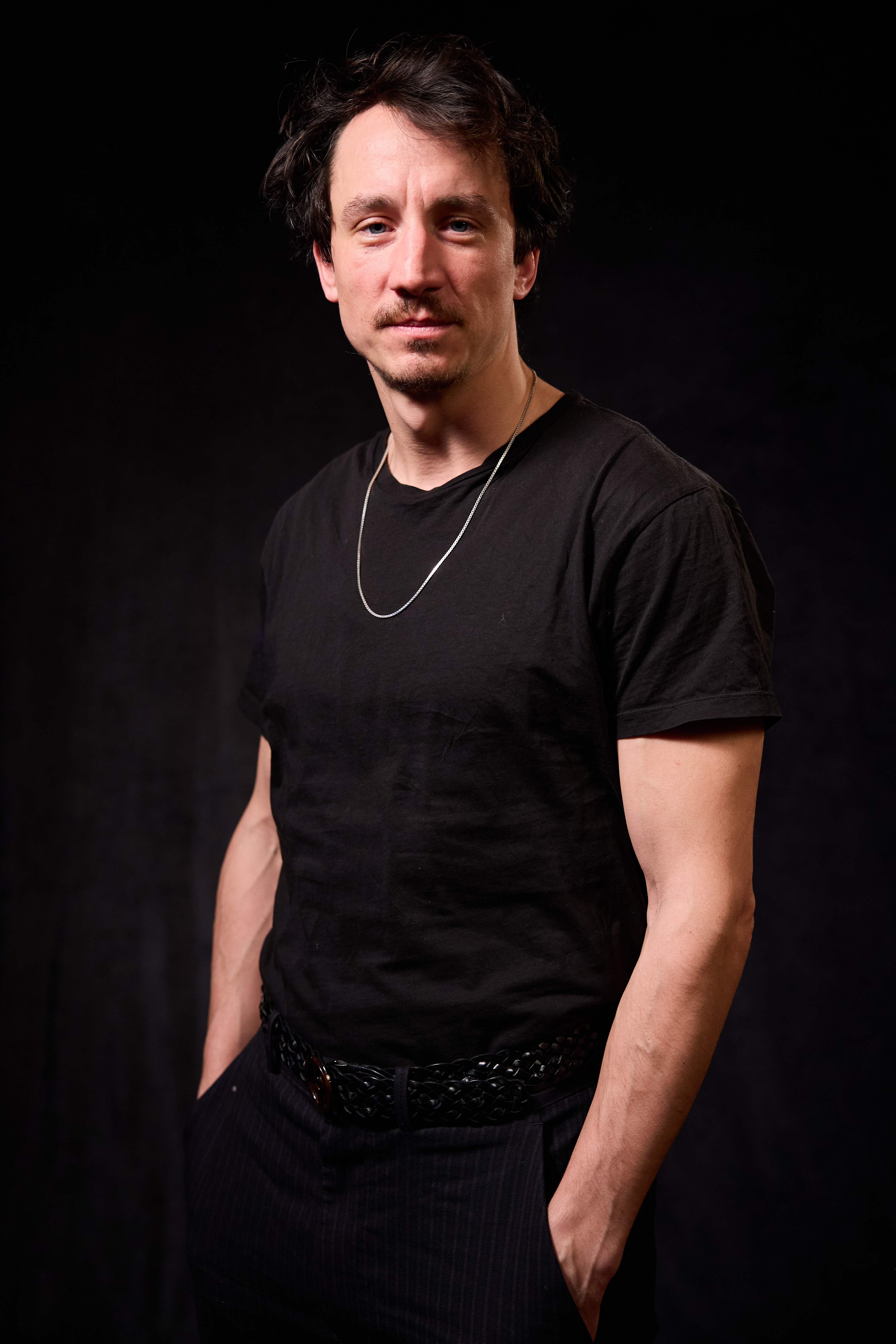
Laurence Rupp beim Sundance Film Festival 2024

Laurence Rupp (* 10. August 1987 in Wien, Österreich) ist ein österreichischer Theater- und Filmschauspieler. Er war Teil des Ensembles des Wiener Burgtheaters und wechselte dann als Ensemblemitglied ans Berliner Ensemble, dem er bis Herbst 2018 angehörte.

## Leben
Laurence Rupp steht seit seiner Kindheit vor der Kamera. Bei einem Casting zu Kommissar Rex 1999 fiel der damals fast zwölfjährige Rupp auf und wurde für die Episode Furchtbare Wahrheit verpflichtet. Danach widmete sich Rupp seiner Schulausbildung und stand nur gelegentlich in kleinen Rollen vor der Kamera, darunter 2001 in Tom und die Biberbande.
Kurz nach seiner bestandenen Matura im Jahr 2006 verpflichtete ihn der Regisseur Andreas Prochaska für den Horrorfilm In 3 Tagen bist du tot. Die österreichische Seifenoper Mitten im 8en, in der Rupp 2007 mitwirkte, wurde aufgrund sinkender Einschaltquoten nach 56 Episoden abgesetzt. Im gleichen Jahr spielte er auch in der schweizerischen Kinokomödie Tell von Mike Eschmann. Für den zweiteiligen Thriller Das jüngste Gericht stand Rupp 2008 gemeinsam mit Tobias Moretti, dessen Sohn er spielte, unter der Regie von Urs Egger vor der Kamera.
Von 2010 bis 2014 studierte Rupp am Wiener Max Reinhardt Seminar Schauspiel. Seit September 2013 ist er Ensemblemitglied des Wiener Burgtheaters.
Ab der Spielzeit 2017/2018 wechselte er ans Berliner Ensemble unter der Intendanz von Oliver Reese.
Am 12. November 2007 kam sein erster Sohn Finn Reiter, mit der österreichischen Schauspielerin Sabrina Reiter zur Welt. Das Paar trennte sich nach der Geburt.
Rupp ist mit der Schauspielerin Paula Schramm liiert, die er beim Filmdreh zu Der Eisenhans kennenlernte. Im März 2015 kam ein gemeinsamer Sohn zur Welt.

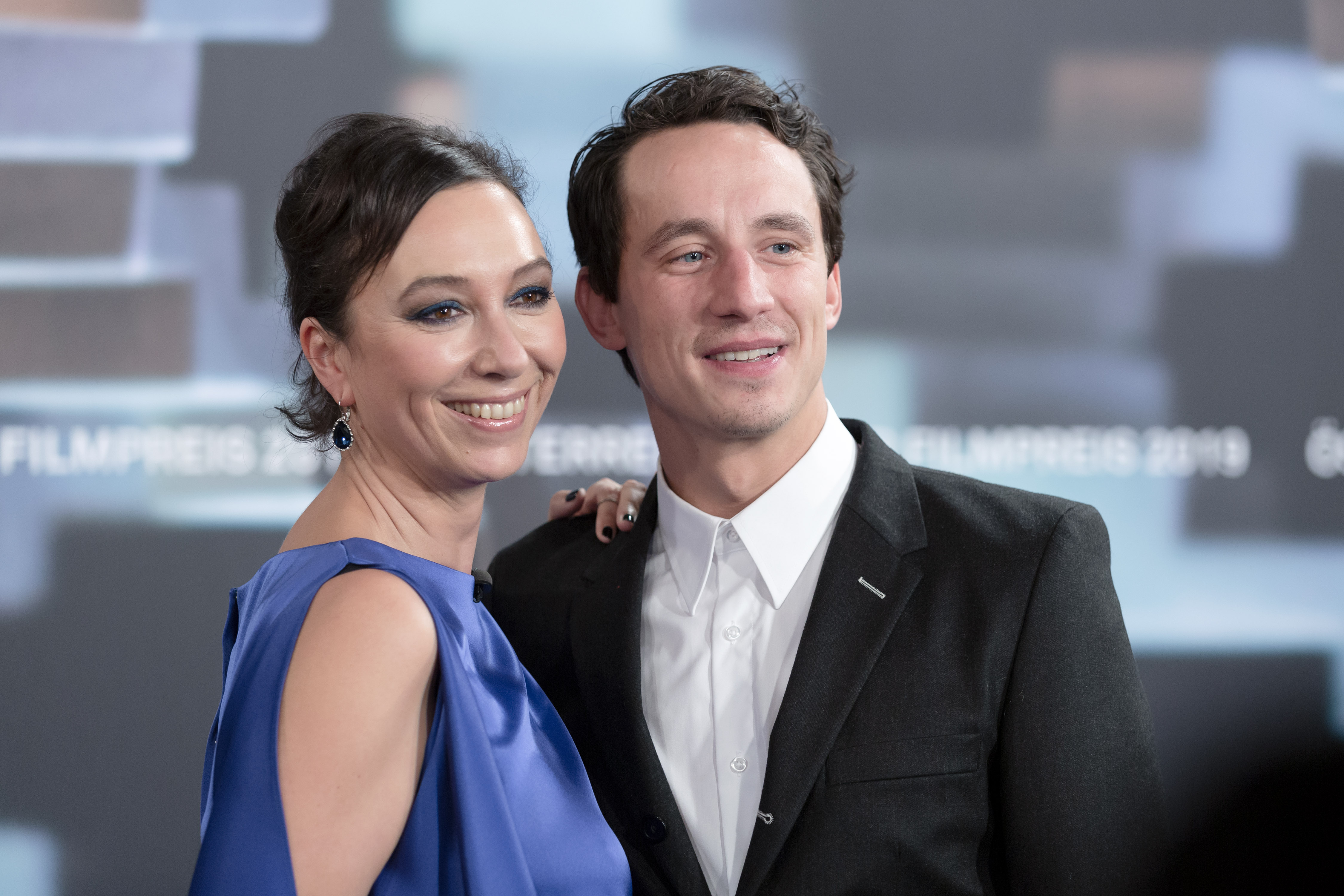
Laurence Rupp mit Ursula Strauss (Österreichischer Filmpreis 2019)

Für Cops erhielt er den Österreichischen Filmpreis 2019 in der Kategorie Beste männliche Hauptrolle. Für seine Rolle im ORF-Landkrimi Vier wurde er am Fernsehfilmfestival Baden-Baden 2022 gemeinsam mit Manuel Rubey mit dem Sonderpreis für herausragende darstellerische Leistung ausgezeichnet.
In der 2020 erschienen Netflix-Serie Barbaren verkörpert er den Arminius im Geschehen um die Varusschlacht im Teutoburger Wald und deren Folgen.

## Filmografie
- 1999: Kommissar Rex – Furchtbare Wahrheit
- 1999: Liebe versetzt Berge
- 1999: Medicopter 117 – Die Todesfalle
- 2001: Tom und die Biberbande
- 2004: Kommissar Rex – Schnappschuss
- 2006: In 3 Tagen bist du tot
- 2006: Dad’s Dead
- 2007: Mitten im 8en
- 2007: Tell
- 2008: Das jüngste Gericht
- 2008: SOKO Kitzbühel
- 2009: Kommissar Rex – Ein tödliches Match
- 2009: Lilly Schönauer – Paulas Traum
- 2010: FC Rückpass
- 2010: Molly & Mops – Ein Mops kommt selten allein
- 2011: Der Winzerkrieg
- 2011: Der Eisenhans (Märchenfilm)
- 2012: Void (Kurzfilm)
- 2014: Tatort: Paradies (Fernsehreihe)
- 2016: Die Geträumten
- 2016: Die Nacht der 1000 Stunden
- 2016: Das Sacher
- 2016: Die Kinder der Villa Emma  (Fernsehfilm)
- 2017: Trakehnerblut (Fernsehserie)
- 2018: Cops
- 2018: Die Professorin – Tatort Ölfeld (Fernsehfilm)
- 2019: Vorstadtweiber (Fernsehserie)
- 2019: Vienna Blood – Königin der Nacht (Fernsehreihe)
- 2019: Südpol (Fernsehfilm)
- 2020: Die Toten vom Bodensee – Fluch aus der Tiefe (Fernsehreihe)
- 2020: Tatort: Pumpen (Fernsehreihe)
- seit 2020: Barbaren (Fernsehserie; Netflix)
- 2021: Landkrimi – Vier (Fernsehreihe)
- 2022: Souls (Fernsehserie)
- 2022: Broll + Baroni – Für immer tot (Fernsehfilm)
- 2024: Veni Vidi Vici
- 2024: Die Liebeskümmerer
- 2024: Kafka (Fernsehserie)
- 2024: Hunyadi – Aufstieg zur Macht (Rise of the Raven, Fernsehserie)
- 2025: Zweitland

## Theater (Auswahl)
- 2013: Der Alpenkönig und der Menschenfeind von Ferdinand Raimund, Regie: Michael Schachermaier, Rolle: August Dorn – Burgtheater
- 2014: Wunschloses Unglück von Peter Handke, Regie: Katie Mitchell, Rolle: der Schwiegersohn – Kasino
- 2014: Die letzten Tage der Menschheit von Karl Kraus, Regie: Georg Schmiedleitner – Burgtheater
- 2014: Der böse Geist Lumpazivagabundus von Johann Nestroy, Regie: Matthias Hartmann, Rolle: Lumpazivagabundus – Burgtheater
- 2014: Bei Einbruch der Dunkelheit von Peter Turrini, Regie: Christian Stückl, Rolle: HC Artmann – Burgtheater
- 2015: Der eingebildete Kranke, von Molière, Regie: Herbert Fritsch, Rolle: Cleante – Burgtheater
- 2016: die hockenden von Miroslava Svolikova, Regie: Alia Luque – Burgtheater Vestibül
- 2017: Die Entführung Europas von Alexander Eisenach, Regie: Alexander Eisenach – Berliner Ensemble
- 2017: Die letzte Station von Ersan Mondtag, Regie: Ersan Mondtag – Berliner Ensemble
- 2018: Panikherz von Benjamin von Stuckrad-Barre, Regie: Oliver Reese – Berliner Ensemble